# Ценцисько
Ценцисько (пол. Ciencisko, нім. Deutschrode) — село в Польщі, у гміні Стшельно Моґіленського повіту Куявсько-Поморського воєводства.
Населення — 237 осіб (2011).
У 1975-1998 роках село належало до Бидгощського воєводства.

## Демографія
Демографічна структура станом на 31 березня 2011 року:
|          | Загалом | Допрацездатний вік | Працездатний вік | Постпрацездатний вік |
| -------- | ------- | ------------------ | ---------------- | -------------------- |
| Чоловіки | 113     | 24                 | 79               | 10                   |
| Жінки    | 124     | 30                 | 71               | 23                   |
| Разом    | 237     | 54                 | 150              | 33                   |